# Hydraena jaegeri
Hydraena jaegeri (лат.) — вид жуков-водобродок рода Hydraena из подсемейства Hydraeninae. Назван в честь немецкого энтомолога Olaf Jäger (Senckenberg Research Institute), который собрал несколько голотипов и паратипов восьми новых видов, включая и этот.

## Распространение
Встречаются в западном Непале (провинции Гандаки и Дхаулагири; горы Дхаулагири, Аннапурна и Манаслу).

## Описание
Водобродки мелкого размера (около 3 мм), удлинённой формы: самцы 2,5—2,7 мм, female 2,2—2,4 мм. Основная окраска коричневая. По строению гениталий этот вид сходен с Hydraena bihamata, H. expedita, H. grueberi, H. wolfi. Контуры более вытянутые чем у H. expedita. Внутренняя пластинка сильно выемчатая, латерально выступающая и более отчётливо склеротизованная; кавеа сильно вырезана базально, почти парная). В ареале Hydraena jaegeri встречаются ещё семь видов рода: H. bihamata, H. cirrata, H. finki, H. freitagi, H. manaslu, H. wencke и H. wolfi. Внешне самцов H. jaegeri можно отличить от всех этих видов Внешне самцов H. jaegeri можно отличить от всех этих видов по форме метатибиального зуба. Задние голени самцов близкородственного вида H. pseudocirrata очень похожи, но их зубец менее близок к вершине и, следовательно, вершина голени более острая. Основная часть эдеагуса без вентрального зияния. Самки могут быть идентифицированы по гонококситу (внутренняя пластинка сильно выемчатая в медиальном направлении, латеральные выступы со склеротизованным ободком). По общей форме он напоминает H. wolfi. Взрослые жуки, предположительно, как и близкие виды, растительноядные, личинки плотоядные.

## Классификация
Вид был впервые описан в 2009 году энтомологами Manfred A. Jäch (Naturhistorisches Museum, Вена, Австрия) и André Skale (Hof/Saale, Германия) по типовым материалам из Непала. Включён в состав номинативного подрода и видовой группы Hydraena (s.str.) cirrata.